# Massimiliano Erasi
Massimiliano Erasi (Bagni di Lusnizza, 12 luglio 1908 – bacino dell'Arsa, 21 febbraio 1945) è stato un ufficiale e aviatore italiano.
Pilota di bombardieri e aerosiluranti della Regia Aeronautica durante la seconda guerra mondiale, venne abbattuto nel febbraio 1945 dalla contraerea e decorato con la medaglia d'oro al valore militare alla memoria.

## Biografia

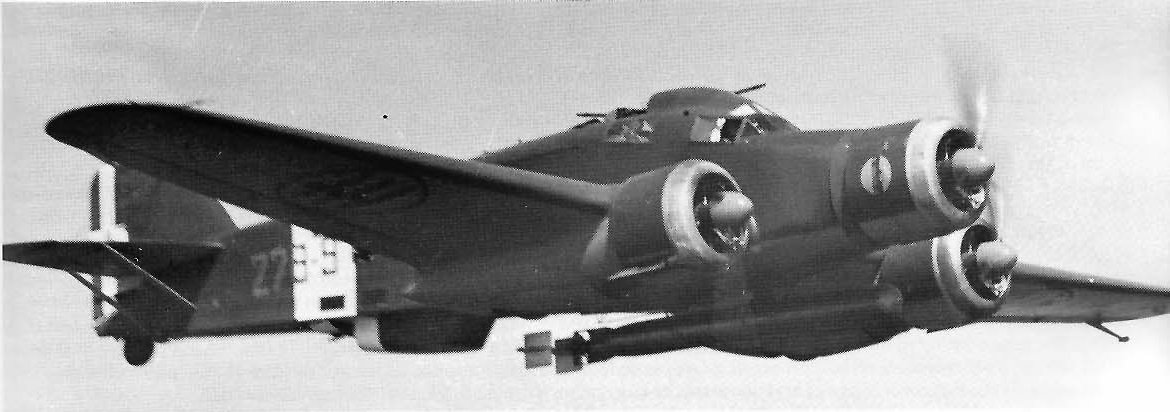
SM.79 aerosilurante della 278ª Squadriglia.

Nato da una famiglia di origine austriaca con il cognome Errath, si diplomò all'Istituto Tecnico-Industriale di Klagenfurt e nel 1928 decise di arruolarsi nella Regia Aeronautica e di iscriversi all'Accademia Aeronautica, dove però, non essendo il suo titolo di studio riconosciuto in Italia, poté frequentare solo il 7º corso per sottufficiali, per poi passare anni dopo ufficiale in servizio permanente. Nel 1934 fu assegnato al 9º Stormo Bombardamento Terrestre e lo stesso anno decise di optare definitivamente per la cittadinanza italiana cambiando il cognome in Erasi, al contrario del resto della sua famiglia che nel 1939 prese la cittadinanza tedesca, tanto che i suoi due fratelli maggiori combatterono poi nelle file della Wehrmacht.
Nel 1936 partì per la guerra civile spagnola quale pilota da bombardamento, venendo decorato di una medaglia d'argento al valor militare e di una di bronzo. Rientrato in Italia nel 1938, fu destinato alla Libia, dove dopo l'entrata in guerra dell'Italia fu posto a capo della prima unità di aerosiluranti, la 278ª Squadriglia basata sull'aeroporto di Bengasi. Nel 1942, promosso maggiore, divenne comandante del 41º Gruppo Aerosiluranti, incarico che mantenne fino all'armistizio.
Durante questo periodo fu decorato di altre due medaglie d'argento al valor militare e ottenne un gran numero di successi, i primi dei quali condivisi con l'altro asso degli aerosiluranti Carlo Emanuele Buscaglia: i più importanti furono l'affondamento di un incrociatore leggero ed il siluramento di altri cinque incrociatori, tra cui l'HMS Liverpool e l'HMS Glasgow, un cacciatorpediniere ed una cannoniera.
L'armistizio lo colse sull'aeroporto di Siena-Ampugnano, da cui decise di raggiungere le forze italiane al sud, ma arrivato con il suo aereo a Milis in Sardegna fu fatto prigioniero dai tedeschi, che poi lo rilasciarono indenne quando abbandonarono l'isola.  Fu quindi assegnato al Raggruppamento Bombardamento e Trasporti e, nel giugno 1944, designato quale comandante del 132º Gruppo, ricostituito principalmente con gli equipaggi del 132º Gruppo aerosiluranti, inquadrato, assieme al 28º Gruppo, nello Stormo Baltimore di nuova costituzione, facente parte del 254th Wing della Balkan Air Force sotto comando britannico.

Una formazione di aerei dello Stormo Baltimore.

Il Gruppo, dopo l'addestramento, fu trasferito nel novembre del 1944 sulla striscia di Campomarino, denominata dagli alleati Biferno Air Base, cominciando le operazioni contro le truppe tedesche. In breve il reparto raggiunse un altissimo livello di efficienza, venendo segnalato tra i migliori nella speciale graduatoria mensile che la Royal Air Force stilava sulla base degli obiettivi colpiti. Particolarmente importante fu la missione del 2 dicembre, in cui il 132º Gruppo distrusse uno strategico ponte a Bioče, nei pressi di Podgorica, che era stato attaccato inutilmente per vari giorni da altri reparti della Balkan Air Force; da allora Erasi si guadagnò il nomignolo di "Mister Bridge" da parte del comando alleato, assieme al loro rispetto.
Il 21 febbraio, dopo molti mugugni e discussioni da parte dei piloti dello Stormo, agli italiani fu comandato di bombardare un porto alla foce del fiume Arsa in Istria, all'epoca territorio italiano, il che aveva causato una crisi di coscienza in molti piloti. Fu deciso che il 132º Gruppo avrebbe attaccato per secondo, dietro uno Squadron di B-26 Marauder della SAAF, seguito poi dal 28º Gruppo. Sfortunatamente proprio quel giorno la difesa contraerea era stata rafforzata ed i puntatori tedeschi avevano potuto affinare la mira sui sudafricani, per cui il velivolo di Erasi, il primo della formazione, venne colpito da un proiettile esplosivo da 8,8 cm appena dopo aver sganciato il carico di bombe, andando in pezzi e precipitando in fiamme con la morte di tutto l'equipaggio. Il vice comandante del Gruppo Giulio Cesare Graziani, che lo seguiva da vicino nella stretta formazione, dovette eseguire una violenta manovra acrobatica per evitare i pezzi dell'aereo, che comunque andarono a colpire altri velivoli intorno, dopodiché informò il Gruppo che li seguiva della perdita del comandante e della forte reazione contraerea, cosa che permise al tenente colonnello Paolo Moci, comandante del 28º Gruppo, di cambiare per tempo la quota evitando così altre perdite.
Tuttora non si conosce la sorte dei resti di Erasi e degli altri componenti l'equipaggio, sottotenente Stelio di Stefano e sergenti Felice Sciamannini e Costantino Rossi, in quanto quello che venne ritenuto essere l'equipaggio di un bombardiere inglese abbattuto sul finire della guerra fu tumulato nel cimitero di Albona; tutti i componenti dello Stormo portavano con sé una bandierina britannica con scritte in lingua russa nel caso fossero stati costretti a lanciarsi con il paracadute in territorio controllato dall'Armata Rossa (chiamata nei paesi anglosassoni "blood chit") e questo potrebbe avere tratto in inganno coloro che li trovarono, ma nello stesso periodo venne abbattuto nella zona anche un bombardiere statunitense di cui parimenti si ignora la sorte dell'equipaggio.
Ad Erasi sono state intitolate tre vie, una a Bagni di Lusnizza città natale, una a Rimini, città della moglie Valentina, ed una a Fiumicino, le ultime  due in prossimità dei rispettivi aeroporti, oltre alle sezioni di Rimini e Tarvisio dell'Associazione Arma Aeronautica e ad una scuola a Bagni di Lusnizza.